# Военная техника Германии периода Второй мировой войны

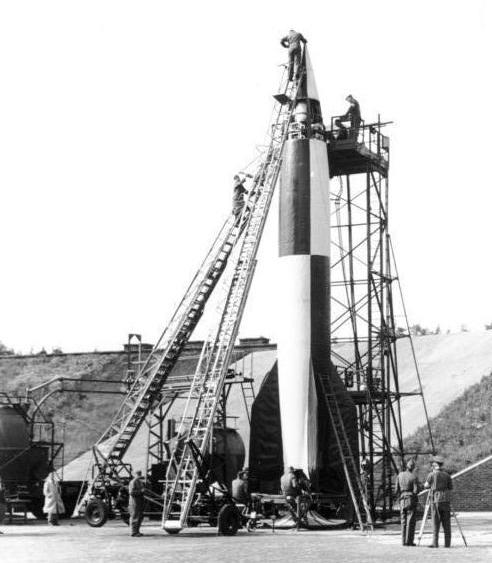
Подготовка к старту баллистической ракеты А4, Полигон Пенемюнде, Германия, март 1942

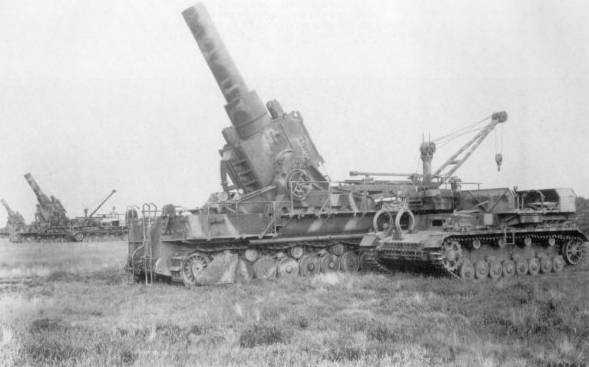
Самоходные мортиры «Mörser Karl Gerät 041» на огневой позиции. Установки вооружены мортирами калибром 540 мм. Польша, 1944

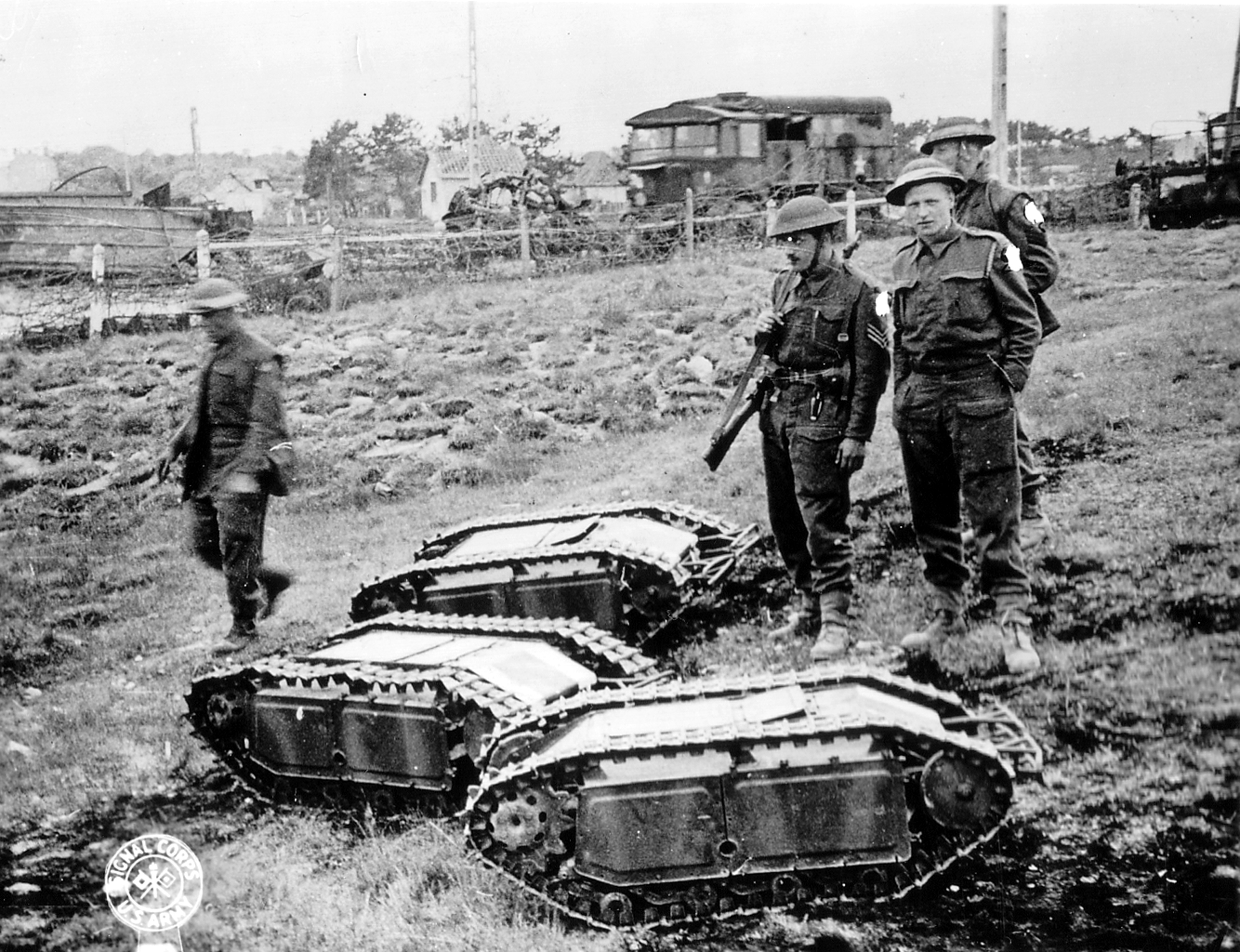
Немецкий «Голиаф» времён Второй мировой войны — наиболее массовая, широко известная и узнаваемая гусеничная самоходная мина

Военная техника Германии периода Второй мировой войны — вооружение и боевая техника Германии (авиация, бронетехника, артиллерия, стрелковое оружие, боевые корабли и т.д.), применявшиеся в период с 1939 по 1945 год (с момента нападения Германии на Польшу в сентябре 1939 года и до подписания капитуляции Германии в мае 1945 года).
С началом Второй мировой войны, главная ставка на возможную победу над противником делалась Германией именно на скоротечный победоносный блицкриг, затяжная война на истощение становилась большой проблемой для экономики Германии, особенно в постоянно усложняющейся военной обстановке, когда в итоге Германия вступила в военное противоборство с тремя мощнейшими экономическими державами мира (Великобритания, США, СССР) обладавшими не только огромными географическими размерами территорий, учитывая как метрополии, так и колониальные владения, протектораты и доминионы, но и значительными людскими ресурсами, и экономическими ресурсами полезных ископаемых, которые имелись на этих территориях. Проблема была очевидна и становилась всё более угрожающей, хотя темпы экономических мощностей и производство всех видов вооружений в течение всей войны в Германии постоянно только возрастали (пик их был именно в 1944 году), и несмотря на самые передовые научные достижения, и самые совершенные виды и типы вооружений созданные Германией в сравнении со своими противниками, как в стрелковом оружии, как в танках, как в военно-морских технологиях (особенно в подводном флоте), как в авиации (в том числе и реактивной), так и заканчивая совершенно революционным военным ракетостроением, которое вот-вот могло объединить свои достижения с разработками в немецком атомном проекте.
В 1943 году германский рейхсминистр вооружений Альберт Шпеер заявил: «Затяжная война будет выиграна посредством чудо-оружия». И надо отдать должное, к концу войны немецкие учёные, инженеры и технологи сделали ряд предположений о главных направлениях развития военной техники будущего, в некоторых случаях сумев сделать своеобразный эскиз вооружений и армий конца XX века.. Германская пропаганда твердила о чудо-оружии (Вундерваффе) вплоть до самых последних дней Третьего рейха. Делалось это в большей мере для достижения психологического эффекта, поддержания боевого духа войск и подавления панических настроений среди населения. Вера в чудо-оружие, способное кардинально изменить ход войны, сохранялось до последнего дня и у высшего руководства Рейха.

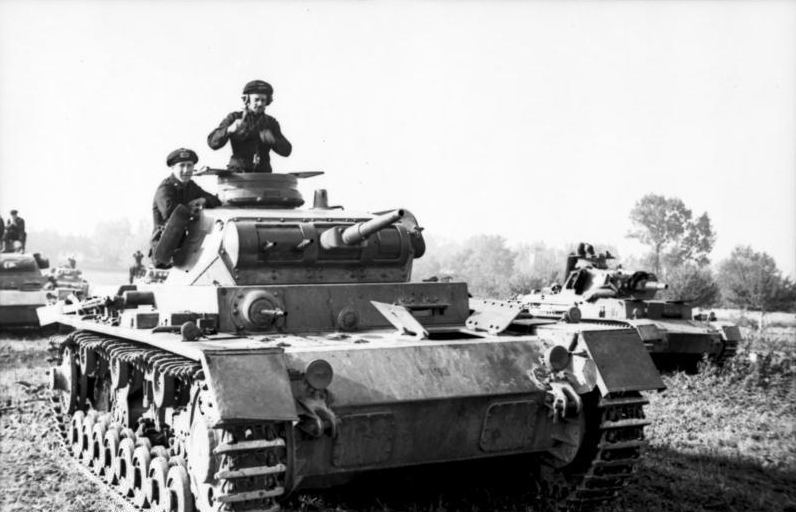
Средний танк PzKpfw III Ausf. B

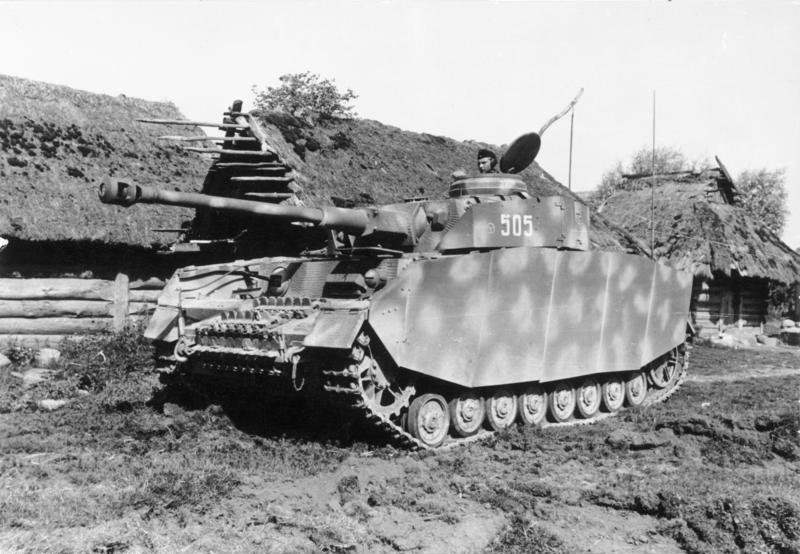
Средний танк Pz.Kpfw. IV Ausf. H с бортовыми экранами и циммеритовым покрытием. Восточный фронт, СССР, июль 1944

## Бронетехника
Бронетанковой технике в немецкой армии отводилась значительная роль. В ходе Второй мировой войны германская танкостроительная школа сделала ставку на высокую технологичность, увеличение бронирования и мощность орудий, улучшение приборов наблюдения (включая инфракрасные приборы ночного видения). Лучшими немецкими танками считаются, ставшие почти легендарными даже в среде их противников, знаменитые танки «Тигр» и «Пантера».
До конца 1942 года танковые части Вермахта имели на вооружении легкие танки PzKpfw I и PzKpfw II, трофейные чехословацкие Pz.Kpfw. 35(t) и Pz.Kpfw.38(t), а также средние танки PzKpfw III и PzKpfw IV. Танки PzKpfw III ранних моделей вооружались 37-мм орудием, а после 1941 года 50-мм длинноствольным орудием KwK 39. Танки PzKpfw IV Ausf. C, Ausf. D, Ausf. E и Ausf. F1 были вооружены 75-мм короткоствольной пушкой, их дальнейшим развитием стали модификации PzKpfw IV Ausf. F2, Ausf. G, Ausf. H, Ausf. J, вооруженные длинноствольным 75-мм орудием. Средний танк PzKpfw IV (во всех его модификациях) стал самым массовым немецким танком Второй мировой войны.
Тяжелые танки «Тигр» и «Пантера» стали производиться с 1942 года, массово появившись на фронтах в 1943 году. Pz.VIB «Тигр II», известный также как «Королевский Тигр», явился дальнейшим развитием проекта танка Pz.VI «Тигр» и должен был стать его заменой, начал применяться в конце ВМВ, вступив в строй в 1944 году.. 
Самоходно-артиллерийские орудия в Германии подразделялись на штурмовые орудия, истребители танков и самоходные гаубицы. К первым относились StuG III, StuH 42, StuG IV и Sturmpanzer IV, ко вторым Jagdpanzer IV, Jagdpanzer 38, Ягдпантера и «Фердинанд», к третьим Wespe, Grille и Hummel.

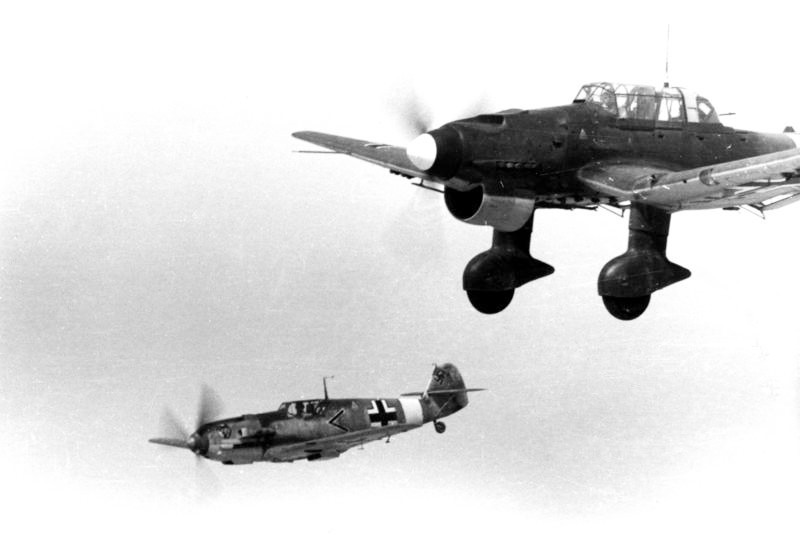
Самолёты Bf-109 и Ju 87

## Авиация
В истребительной авиации Люфтваффе наиболее распространенной машиной был Messerschmitt Bf.109. Вторым по популярности являлся истребитель Focke-Wulf Fw 190. В начальный период войны ограниченно использовались Arado Ar 68 и Heinkel He 51, а в качестве ночного истребителя применялись Heinkel He 219. В конце войны были разработаны и приняли участие в боевых действиях: реактивные истребители Messerschmitt Me.262, Мессершмитт Me.163, Хейнкель He-162, и турбореактивный разведчик-бомбардировщик Арадо Ar 234.
В бомбардировочной авиации чаще других использовался пикирующий бомбардировщик Junkers Ju 87, который несмотря на довольно посредственные характеристики, в начальный период войны был довольно эффективной машиной. Кроме него достаточно распространены были Heinkel He 111 и Dornier Do 17, постепенно заменённые на Dornier Do 217 и Junkers Ju 88.

## Артиллерия
В немецкой армии артиллерийские орудия подразделялись на противотанковые, пехотные, средние и тяжелые, а также на зенитные. К противотанковым относились 3,7 cm PaK 35/36, 5 cm PaK 38 и 7,5 cm PaК 40, к пехотным 7,5 cm leIG 18 и 15 cm sIG 33. Средние и тяжелые артиллерийские орудия были представлены 10,5 cm leFH 18, 15 cm sFH 13 и 15 cm sFH 18. 
В зенитной артиллерии использовались 2 cm FlaK 30, 3,7 cm FlaK 18, 3,7 cm FlaK 43, а также 8,8 cm FlaK 18/36/37 и 10,5 cm FlaK 38/39.

## Стрелковое оружие

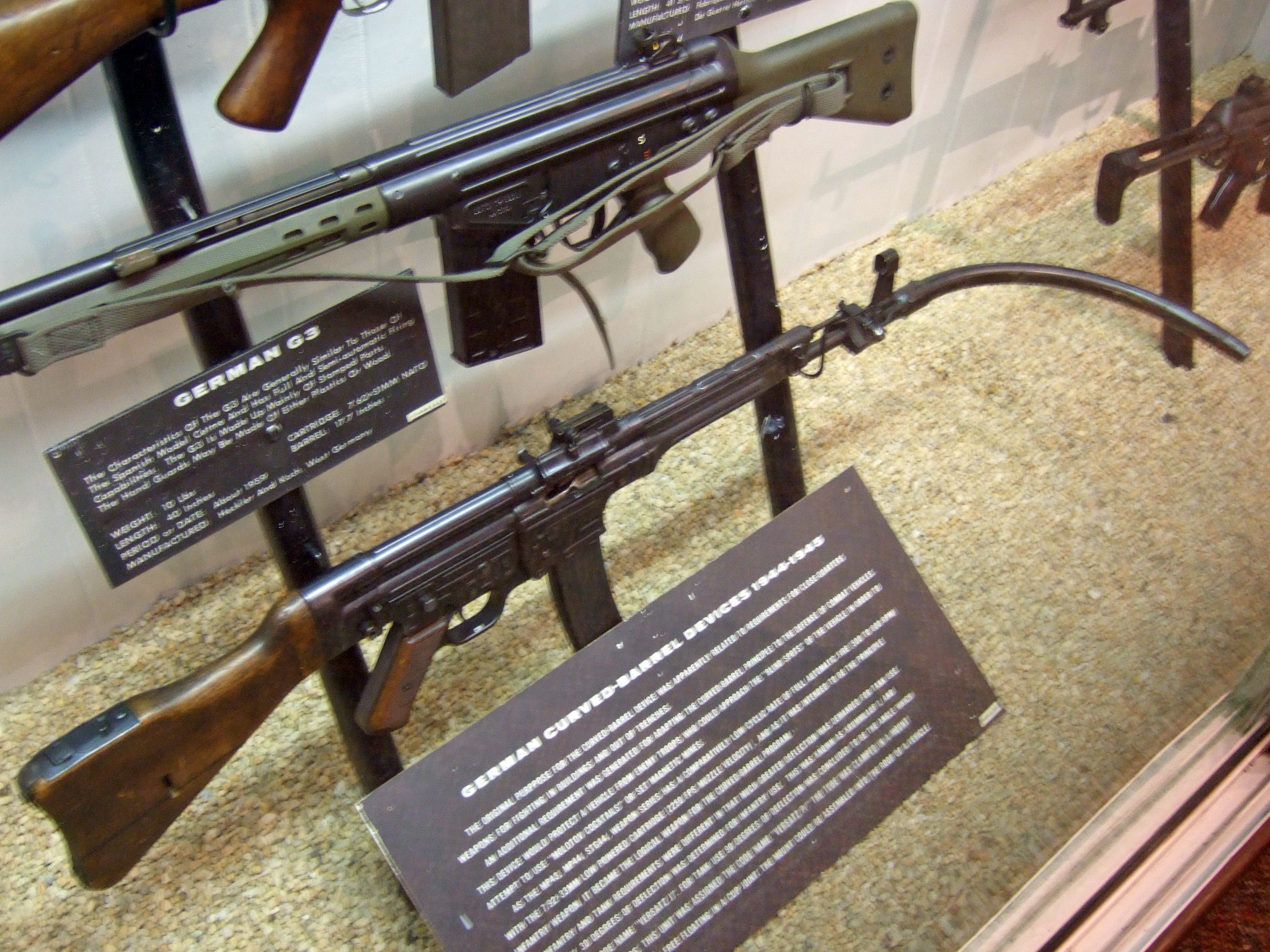
Приспособление к MP 44 (StG 44) для стрельбы из-за укрытий, Krummlauf («Согнутый ствол»)

Наиболее распространенной винтовкой немецкой армии была переделанная под карабин — Mauser 98k, а в качестве основного пистолета-пулемёта использовался MP 38/40. Основным единым пулемётом в начале войны был MG-34, который впоследствии стал заменяться на MG-42, также ограниченно использовался и считался на то время устаревшим, станковый пулемёт MG 08. Из пистолетов в основном использовались Parabellum и Walther P38. Из ручных гранат массово применялись Stielhandgranate и Eihandgranate, а из гранатомётов в ходу были дульный гранатомёт Schiessbecher и появившиеся в середине войны ручные противотанковые гранатомёты Панцершрек, Фаустпатрон и Панцерфауст. Ближе к концу войны германская армия получила новое оружие под промежуточный патрон — штурмовую винтовку (автомат) StG 44. Специально для парашютистов воздушно-десантных подразделений была разработана автоматическая винтовка FG 42..

## Военно-морская техника
Военно-морской флот Германии (Кригсмарине) количественно был меньше, чем у её противников. В его состав входили 4 линкора: «Бисмарк», «Тирпиц», «Шарнхорст», «Гнейзенау», 2 броненосца: «Шлезиен» и «Шлезвиг-Гольштейн», а также 6 тяжелых крейсеров: 3 типа «Дойчланд» (называемых иногда «карманными линкорами») и 3 типа «Адмирал Хиппер».
Но основную часть немецкого флота составляли подводные лодки, которых было введено в строй более 1100 шт.

## Галерея

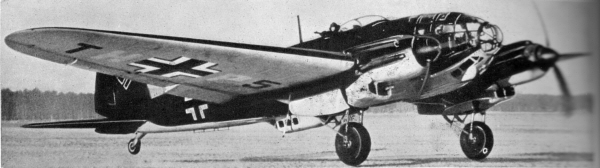
Бомбардировщик Heinkel He 111
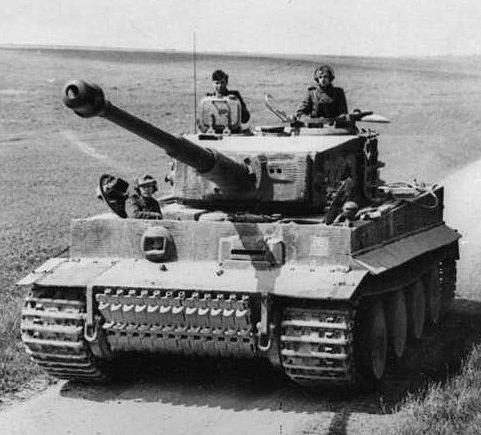
Тяжелый танк «Тигр»
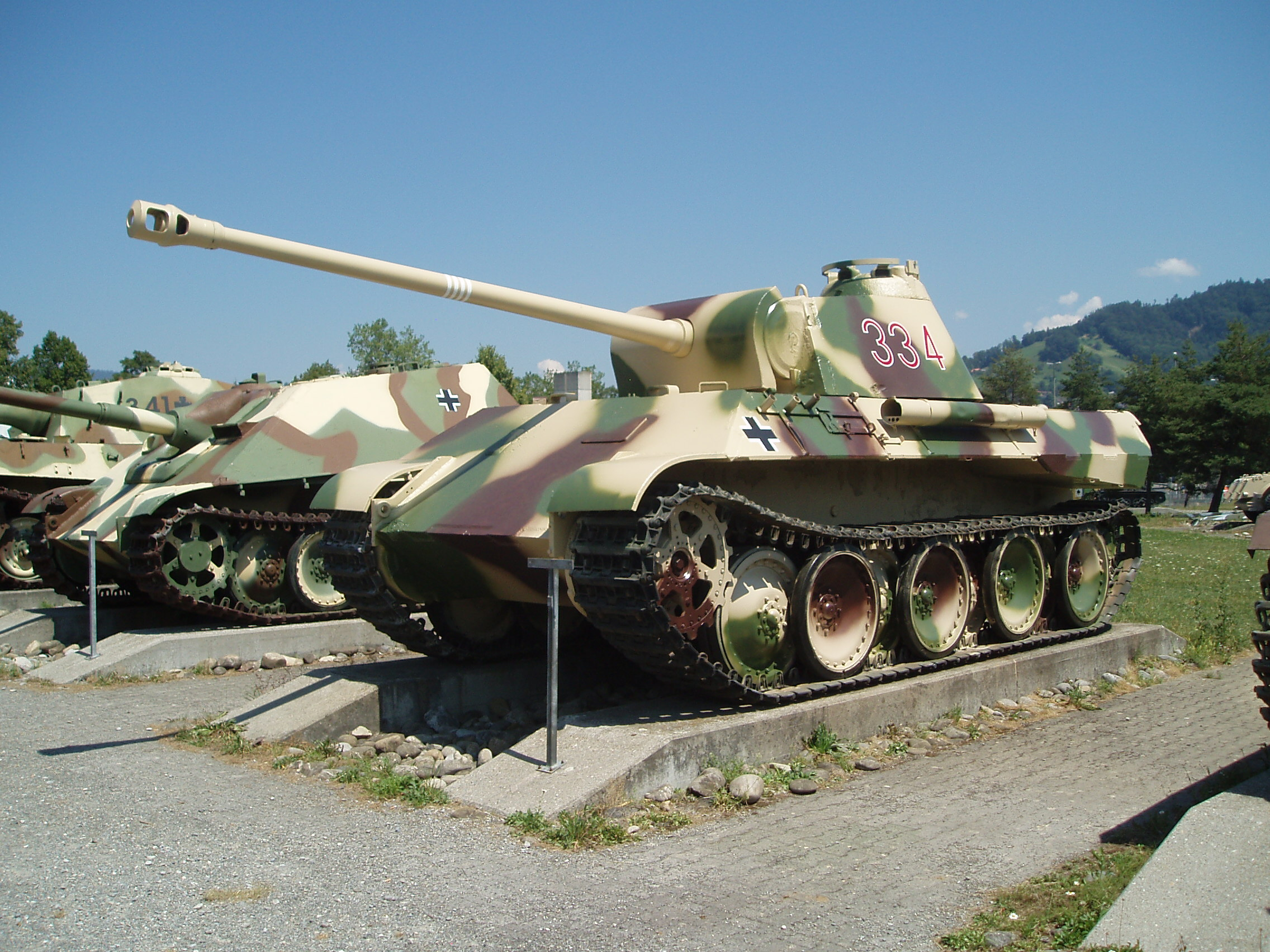
Танк «Пантера»
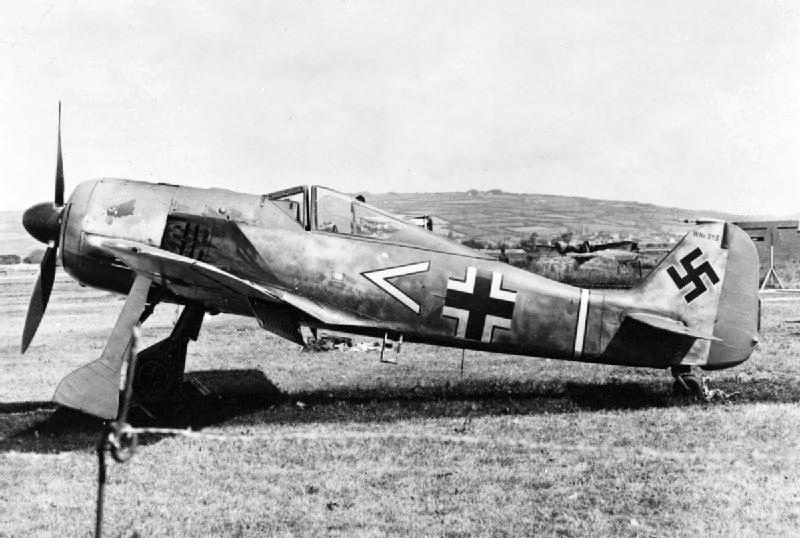
Истребитель Focke-Wulf Fw 190A
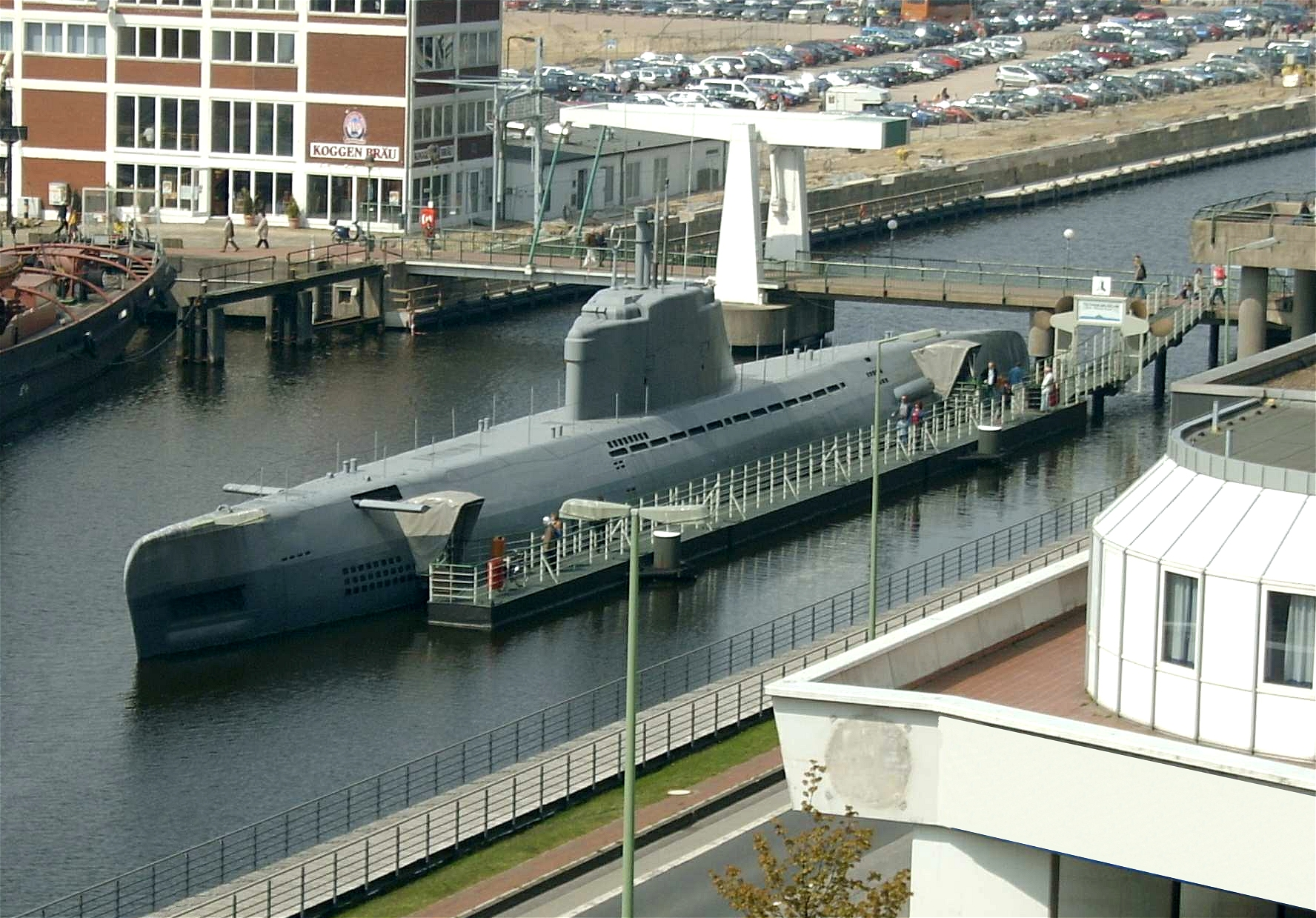
Подводная лодка U-2540